# SS&C Technologies
SS&C Technologies Holdings, Inc. (SS&C) (NASDAQ: SSNC

) er en amerikansk multinational virksomhed, der udvikler, licenserer og sælger software til finansielle servicevirksomheder.
Deres datterselskaber inkluderer Advent Software, Varden Technologies, Eze Software og Primatics Financial.
SS&C blev etableret af William C. Stone i 1986.